# Zagreda (Podgorica)
Pour les articles homonymes, voir Zagreda.
Zagreda (en serbe cyrillique : Загреда) est un village de l'est du Monténégro, dans la municipalité de Podgorica.

## Démographie

### Évolution historique de la population
| 1948 | 1953 | 1961 | 1971 | 1981 | 1991 | 2003 |
| ---- | ---- | ---- | ---- | ---- | ---- | ---- |
| 41   | 48   | 65   | 21   | 9    | 22   | 8    |